# Bé Giffen
Un Bé de Giffen és un producte que posseïx una corba de demanda amb pendent positiu. Això significa que a mesura que el preu del bé augmenta, els consumidors en desitjaran adquirir una major quantitat, i quan el preu d'aquest bé comenci a descendir, voldran adquirir-ne una quantitat cada vegada menor. Es pot discutir l'existència d'aquests béns en el món real, però hi ha un model econòmic que explica com una cosa així pot existir. Aquests béns reben el nom de Robert Giffen, a qui atribuïx aquesta idea Alfred Marshall en el seu llibre Principles of Economics.
Per a la majoria dels productes, l'elasticitat preu-demanda és negativa. En altres paraules, preu i demanda es mouen en direcció contrària; si el preu puja, la quantitat demanada baixa, i a l'inrevés. Els béns de Giffen són una excepció a això. La seva elasticitat preu-demanda és positiva. Quan el preu puja, la demanda augmenta, i al revés. Per a ser un veritable bé Giffen, el preu ha de ser l'única cosa que canviï per a obtenir una variació en la quantitat demandada, de manera que els béns de luxe en queden al marge. L'exemple clàssic de Marshall és el bé inferior dels aliments bàsics, la demanda dels quals ve definida per la pobresa que fa als seus consumidors no poder consumir menjar de millor qualitat. Segons augmenta el preu dels aliments bàsics, els consumidors no es poden permetre adquirir altres tipus d'aliments pel que han d'augmentar-ne el consum.